# Ruben Faria
Ruben Faria (Olhão, 30 de julio de 1974) es un piloto de rallies portugués. Ha participado en cuatro ocasiones en el Rally Dakar, y su mejor posición fue el segundo puesto en la edición del año 2013. Forma parte del equipo Red Bull-KTM, y desde el 2010 participa como mochilero de Cyril Despres.
Inició su carrera en el motociclismo el año 1982, y hasta 1989 se adjudicó varios campeonatos infantiles y juveniles. Para 1996 se consagró como campeón nacional super cross, y el 2007 fue el ganador del Rally de Marruecos.

## Resultados

### Rally Dakar
| Año                           | Clase                       | Piloto                      | Vehículo                    | Posición                    | Etapas                      |
| Participaciones como piloto   | Participaciones como piloto | Participaciones como piloto | Participaciones como piloto | Participaciones como piloto | Participaciones como piloto |
| ----------------------------- | --------------------------- | --------------------------- | --------------------------- | --------------------------- | --------------------------- |
| 2006                          | Motos                       | Sin Copiloto                | KTM                         | 35.º                        | 1                           |
| 2007                          | Motos                       | Sin Copiloto                | KTM                         | Ret.                        | -                           |
| 2010                          | Motos                       | Sin Copiloto                | KTM                         | 11.º                        | 1                           |
| 2011                          | Motos                       | Sin Copiloto                | KTM                         | 8.º                         | -                           |
| 2013                          | Motos                       | Sin Copiloto                | KTM                         | 2.º                         | -                           |
| 2014                          | Motos                       | Sin Copiloto                | KTM                         | Ret.                        | -                           |
| 2015                          | Motos                       | Sin Copiloto                | KTM                         | 8.º                         | -                           |
| 2016                          | Motos                       | Sin Copiloto                | Husqvarna                   | Ret.                        | -                           |
| Participaciones como copiloto |                             |                             |                             |                             |                             |
| 2018                          | Coches                      | André Villas-Boas           | Toyota                      | Ret.                        | -                           |
| Fuente:                       |                             |                             |                             |                             |                             |